# Jermachan Ibraimov
Jermachan Ibraimov (* 1. ledna 1972 Taraz) je bývalý kazašský boxer.
Na olympijských hrách v Sydney roku 2000 získal zlatou medaili v lehkotěžké váze (do 71 kg). Ve stejné váhové kategorii bral cenný kov již na předchozí olympiádě v Atlantě roku 1996, a to bronz. Na obou těchto akcích byl též vlajkonošem kazachstánské výpravy. Soutěžil v lehkotěžké váze i na amatérském mistrovství světa, kde získal stříbro (1997) a bronz (1999). Z Asijských her v Bangkoku roku 1998 přivezl zlato.